# Tanakia himantegus
Tanakia himantegus är en fiskart som först beskrevs av Günther, 1868.  Tanakia himantegus ingår i släktet Tanakia och familjen karpfiskar. Inga underarter finns listade i Catalogue of Life.